# Roberto III de Flandes
Roberto III de Flandes (1249 – 17 de septiembre de 1322), también llamado Roberto de Béthune y apodado El león de Flandes ("De Leeuw van Vlaanderen"), fue conde de Nevers 1273–1322 y conde de Flandes 1305–1322.

## Historia
Roberto fue el hijo mayor de Guido de Dampierre de su primer matrimonio con Matilde de Béthune. Su padre básicamente le transfirió el reinado de Flandes en noviembre de 1299, durante su guerra con Felipe IV de Francia. Tanto el padre como el hijo fueron tomados como rehenes en mayo de 1300, y Roberto no fue liberado hasta el año 1305.
Roberto de Béthune ganó fama militar en Italia, donde combatió junto a su suegro , Carlos I de Sicilia (1265–1268) contra los últimos Hohenstaufen, Manfredo y Conradino. Junto con su padre intervino en 1270 en la Octava Cruzada, liderada por Luis IX de Francia. Tras su regreso de la Cruzada siguió siendo una ayuda leal a su padre, política y militarmente, en la lucha contra los intentos del rey francés Felipe IV el hermoso para añadir a Flandes a las tierras de la Corona de Francia.
Guido de Dampierre rompió todos los lazos feudales con el rey francés el 20 de enero de 1297, principalmente por influencia suya. Cuando la resistencia parecía desesperada, Roberto dejó que lo tomasen prisionero, junto con su padre y su hermano Guillermo de Crèvecoeur, y llevados al rey francés en mayo de 1300. Poco antes de eso se había convertido en el gobernante de Flandes de facto. Lo encerraron en el castillo de Chinon. En contra de la creencia popular, y del romántico retrato que hizo de él Hendrik Conscience en su novela sobre estos acontecimientos (El león de Flandes), no intervino en la batalla de Courtrai.
En julio de 1305, después de que su padre muriera en cautiverio, se le permitió volver a su condado. La ejecución del Tratado de Athis-sur-Orge marcaría el gobierno del conde Roberto. Al principio consiguió cierto éxito a la hora de que el campo y las ciudades cumplieran con sus deberes. Sin embargo, en abril de 1310 empezó a resistirse radicalmente a los franceses, con el apoyo de sus súbditos y de su familia. Tanto diplomática como militarmente consiguió resistir al rey francés. Cuando marchó a Lille en 1319 la milicia de Gante rechazó cruzar el Leie con él. Cuando su nieto Luis I de Nevers también lo presionó, Roberto abandonó la batalla y se marchó a París en 1320 para restaurar los lazos feudales con el rey francés. 
Pero incluso después de eso, dilataría el cumplimiento del tratado de Athis-sur-Orge. Roberto murió en 1322 y lo sucedió su nieto, Luis, conde de Nevers y Rethel.
Fue enterrado en Flandes, en la catedral de San Martín de Ypres, tal como fue su deseo explícito, que lo enterraran en suelo flamenco. Solo se permitió transferir su cuerpo a la abadía de Flines (cerca de Douai) cuando Lille y Douai fueron de nuevo parte del condado de Flandes. Su primera esposa y su padre también fueron enterrados en esta abadía.

## Familia
Roberto se casó dos veces. Su primera esposa fue Blanca (fallecida en 1269), hija de Carlos I de Sicilia y Beatriz de Provenza, en 1265. Tuvieron un hijo, Carlos, que murió joven.
Su segunda esposa fue Yolanda II, condesa de Nevers (fallecida el 11 de junio de 1280), hija de Otón, conde de Nevers, hacia el año 1271. Tuvieron cinco hijos:
1. Luis I (n. 1272, f. 24 de julio de 1322, París), conde de Nevers, casado en diciembre de 1290 con Juana, condesa de Rethel (f. después del 12 de marzo de 1328). Su hijo fue Luis I de Flandes.
2. Roberto (f. 1331), conde de Marle, casado hacia 1323 con Juana de Bretaña (1296-24 de marzo de 1363), señora de Nogent-le-Rotrou, hija del duque Arturo II de Bretaña. Sus hijos fueron: Juan, señor de Cassel (f. 1332) y Yolanda (1331–1395), casada con Enrique IV de Bar.
3. Juana (f. 15 de octubre de 1333), casada en 1288 con Enguerrando IV, señor de Coucy (f. 1310), vizconde de Meaux.[3]
4. Yolanda (f. 1313), casada hacia 1287 con Gualterio II de Enghien (f. 1309).
5. Matilde, casada hacia 1314 con Mateo de Lorena (f. hacia 1330), señor de Warsberg.

## Honores
- Caballero de la Ordre du Navire, (concedida por su soberano Luis IX de Francia para promocionar la cruzada en el norte de África)